# Кійора Кейґо

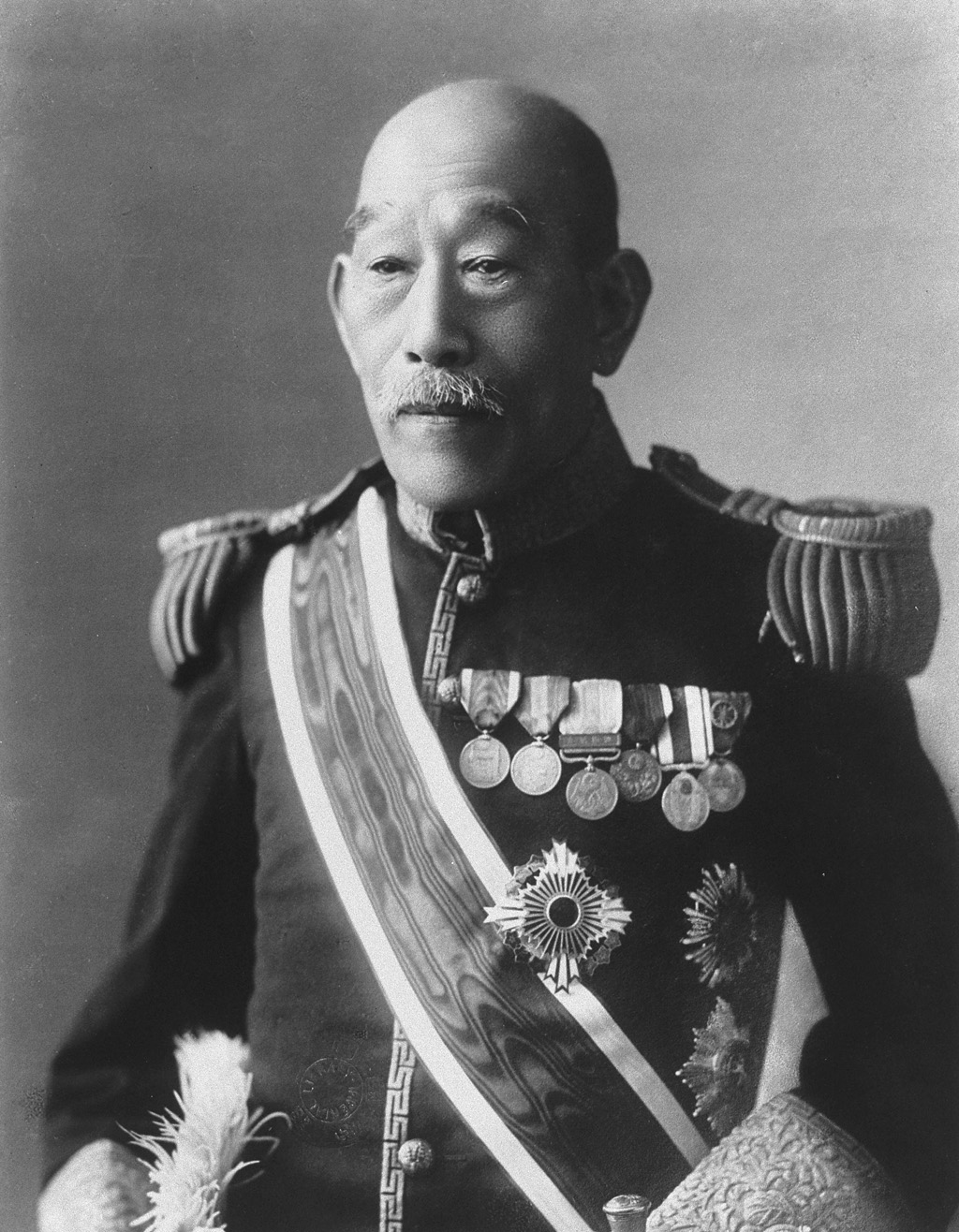
Кійора Кейґо

Кійора Кейґо (яп. 清浦 奎吾; 14 лютого 1850, Ямаґа — 5 листопада 1942, Токіо) — політичний і державний діяч. 23-й Прем'єр-міністр Японії (7 січня — 11 червня 1924).

## Біографія
Кіеура народився в районі нинішньої префектури Кумамото, де навчався в школі Хіросе Тансу. Ще в молодості Кіеура показав себе здатним політиком і правознавцем і, працюючи спільно з Міністерством юстиції з 1876 р., брав участь у підготовці проекту «Закону про збереження миру» 1887.
Увійшовши до альянсу з відомим політиком Ямагата Арітомо, Кіеура Кейго займав кілька відповідальних посад у кабінеті міністрів. У 1922 р. став президентом Таємної ради.
У січні 1924 Кіеура сформував свій кабінет, але під натиском кількох політичних партій, що об'єдналися в Рух протесту конституційного уряду, незабаром був змушений піти у відставку.